# Жорж Филиппар
«Жорж Филиппар» (фр. Georges Philippar) — океанский лайнер французской компании Messageries Maritimes, построенный в 1930 году. Во время своего первого рейса в 1932 году он загорелся и затонул в Аденском заливе, унеся жизни 54 человек.

## Описание
«Жорж Филиппар» был океанским лайнером общим водоизмещением 17 359 тонн. 165,4 м в длину, шириной 20,8 м и с осадкой в 14,3 м. Это был теплоход с двумя двухтактными одноцикловыми одинарными судовыми дизельными двигателями. Каждый двигатель имел 10 цилиндров диаметром 730 мм и ходом 440 мм и были построены компанией Sulzer Brothers, Винтертур, Швейцария. Два двигателя обладали мощность в 3300 л. с., что позволяло кораблю развить скорость в 18 + 1⁄2 узлов (34,3 км / ч).
«Жорж Филиппар» отличался рядом инноваций: лайнер имел короткие дымовые трубы необычного квадратного сечения (названные моряками «цветочные горшки»), широко использовалось электричество для освещения и работы кухонных и палубных лебедок. Электроустановка и проводка «Жоржа Филиппара» были рассчитаны на высокое напряжение (220 вольт) постоянного тока. Ещё на стадии строительства подобное решение ставилось под сомнение из-за перегрева кабелей, неисправностей автоматических выключателей и других неполадок.
На судне был бассейн из голубого итальянского мрамора, два теннисных корта, гаражи для автомобилей пассажиров, зимний сад, турецкие бани и часовня. Каждая каюта первого класса имела отдельную веранду с видом на море. Лайнер был богато отделан деревянными панелями и украшен деревянной парадной лестницей, покрытой глянцевым лаком, что не лучшим образом сказалось на пожарной безопасности судна.

## История
«Жорж Филиппар» был построен на верфи Ateliers et Chantiers de la Loire, Сен-Назер для судоходной компании Compagnie des Messageries Maritimes взамен лайнера Paul Lacat, который был уничтожен пожаром в декабре 1928 года. Спущен на воду 6 ноября 1930 года. 1 декабря 1930 года он загорелся при достройке, но пожар удалось локализовать. Названный в честь руководителя Messageries Maritimes Жоржа Филиппара, корабль был завершен в январе 1932 года. Портом приписки числился Марсель.
Перед тем, как отправиться в свой первый рейс, французская полиция предупредила судовладельцев, что 26 февраля 1932 года от неизвестных поступили угрозы уничтожить судно. «Жорж Филиппар» без происшествий добрался в Иокогаму, оттуда направившись в обратный путь, зайдя в Шанхай и Коломбо. «Жорж Филиппар» покинул Коломбо с 347 членами экипажа и 518 пассажирами на борту. Дважды срабатывала пожарная сигнализация в складском помещении, но возгорание не было обнаружено.

### Пожар
16 мая, когда «Жорж Филиппар» находился в 145 морских милях (269 км) от мыса Гвардафуй, Итальянский Сомалиленд, около 2 часов ночи, в каюте-люкс №5 палубы D, занимаемой мадам Валентин, вспыхнул пожар, вызванный неисправностью проводки. Из-за возникшей заминки, когда капитан Антон Вик узнал о возгорании, огонь уже достаточно широко распространился по судну. Команда применяла разные методы для тушения пожара, но безуспешно. Распространению огня способствовало и то, что температура воздуха составляла 30 градусов по Цельсию, из-за чего все иллюминаторы были открыты и система вентиляции воздуха все еще работала на полную мощность.
Бытовала версия, что Вик решил выбросить лайнер на побережье Адена и увеличил скорость, что только ускорило распространение огня. Однако эти сообщения не обоснованы, так как машинные отделения были эвакуированы, а корабль оставлен дрейфовать. Был отдан приказ покинуть судно и отправлен сигнал бедствия. По неясным причинам запустить аварийные дизель-генераторы не удалось, поэтому сигнал бедствия был передан только пять раз и не был принят на мысе Гвардафуй. Пожар помешал спустить 14 из 20 шлюпок. Те, кому не досталось места в спасательных лодках, прыгали в воду в спасательных жилетах.
На помощь пришли три корабля. Первым прибыл на место шедший порожняком из Владивостока советский танкер «Советская нефть», моряки которого заметили горящее судно и одновременно получили сообщение с маяка Гвардафуй о наблюдаемом пожаре в море. Танкер спас 420 человек, которые были через сутки переведены на французское пассажирское судно «Андре Лебон» и затем высажены в Джибути. Они вернулись во Францию на французском пассажирском судне Général Voyron. Еще 149 человек были спасены грузовым судном «Махсуд» Brocklebank Line — единственным кораблем, который принял сигнал бедствия. 129 человек были спасены грузовым судном «Контрактор» компании T&J Harrison, капитан которого также заметил с мостика охваченный огнём лайнер. Два британских корабля высадили выживших в Адене. «Махсуд» также забрал трупы 54 погибших. 19 мая, выгоревший «Жорж Филиппар» затонул в Аденском заливе в точке с координатами 14°20'N 50°25'E.

## Разбирательство
Было проведено официальное расследование, и капитан Вик, офицеры и команда вместе с некоторыми пассажирами предстали перед судом. В качестве эксперта был приглашён полковник Поль Пудеру, старший пожарный Парижа. Персонал верфи отговаривали явиться в суд, но позже сотрудники верфи сообщили, что электростанция «Жоржа Филиппара» была проблемной с самого начала и что руководство верфи предполагало отложить ввод судна в эксплуатацию, чтобы исправить дефекты, но позже передумало в связи с опасением возможных штрафов за просрочку. Капитан судна Антон Вик преуменьшил значение проблем с силовой установкой и частых коротких замыканий, признав только проблемы с электрическими кухонными плитами и приборами (ему пришлось спешно изготовить новые нагревательные элементы в Иокогаме, поскольку оригинальные продолжали гореть последовательно, истощая запасы запасных частей на корабле). Расследование пришло к выводу о «катастрофическом пожаре, вызванном неисправностью в электросети постоянного тока высокого напряжения на корабле» и рекомендовало насколько это возможно отказаться от применения дерева в отделке будущих кораблей. Современный лайнер «Нормандия» был одним из первых кораблей, которые извлекли выгоду из этих новых правил, включающих в себя чрезвычайно переработанное противопожарное оборудование, менее хлопотную силовую установку переменного тока и современные автоматические выключатели.
По иронии судьбы, это не помешало «Нормандии» сгореть в Нью-Йорке в 1942 году, поскольку неопытная команда береговой охраны США сменила французскую команду и не была знакома с оборудованием.